# Indignazione (romanzo)
Indignazione (Indignation) è un romanzo del 2008 dello scrittore statunitense Philip Roth.

## Trama
Ambientato negli Stati Uniti d'America nel 1951, durante il secondo anno della guerra di Corea, il romanzo è raccontato da Marcus Messner, uno studente universitario di Newark, nel New Jersey, che descrive il suo secondo anno di studi al Winesburg College in Ohio, proveniente dal Robert Treat College in Newark (università entrambi non esistenti che nella finzione del romanzo) per sfuggire all'ansia del padre, un macellaio kosher, che teme per la vita futura incerta del figlio.
Al Winesburg College, Marcus si innamora di Olivia Hutton, sopravvissuta a un tentato suicidio. Ha poca esperienza sessuale, e rimane sconcertato quando, al primo e unico incontro, lei si prodiga in una fellatio. La madre di Marcus, preoccupata perché il figlio esca con qualcuno che ha tentato di uccidersi, gli fa promettere di non incontrarla più.
Marcus entra in conflitto con il preside, Hawes Caudwell, rifiutandosi di frequentare la cappella del college e dichiarandosi ateo. Durante un loro incontro, il giovane cita ripetutamente un saggio di Bertrand Russell, Perché non sono cristiano. Più tardi il preside lo accusa di farsi sostituire da un altro studente, pagandolo, durante le funzioni obbligatorie, e poiché lui continua a rifiutarsi di parteciparvi, gli raddoppia l'obbligo di presenza. Al suo ulteriore rifiuto, il preside lo espelle dall'università. Poiché non più iscritto ai corsi, Marcus è costretto a prestare servizio militare e parte per la Corea, dove muore in combattimento. In precedenza Marcus ha spiegato che è morto e che la storia la sta raccontando dall'aldilà, ma poi si rivela che è ferito, in coma e sotto morfina.
L'ambientazione a Winesburg è un omaggio al libro di Sherwood Anderson, I racconti dell'Ohio, il cui titolo originale è Winesburg, Ohio, una città appunto inventata dall'autore.

## Adattamento cinematografico
Logan Lerman e Sarah Gadon sono i protagonisti del film di James Schamus tratto dal romanzo.

## Edizioni italiane
- Philip Roth, Indignazione, trad. di Norman Gobetti, Einaudi, Torino 2009